# Wee Waa

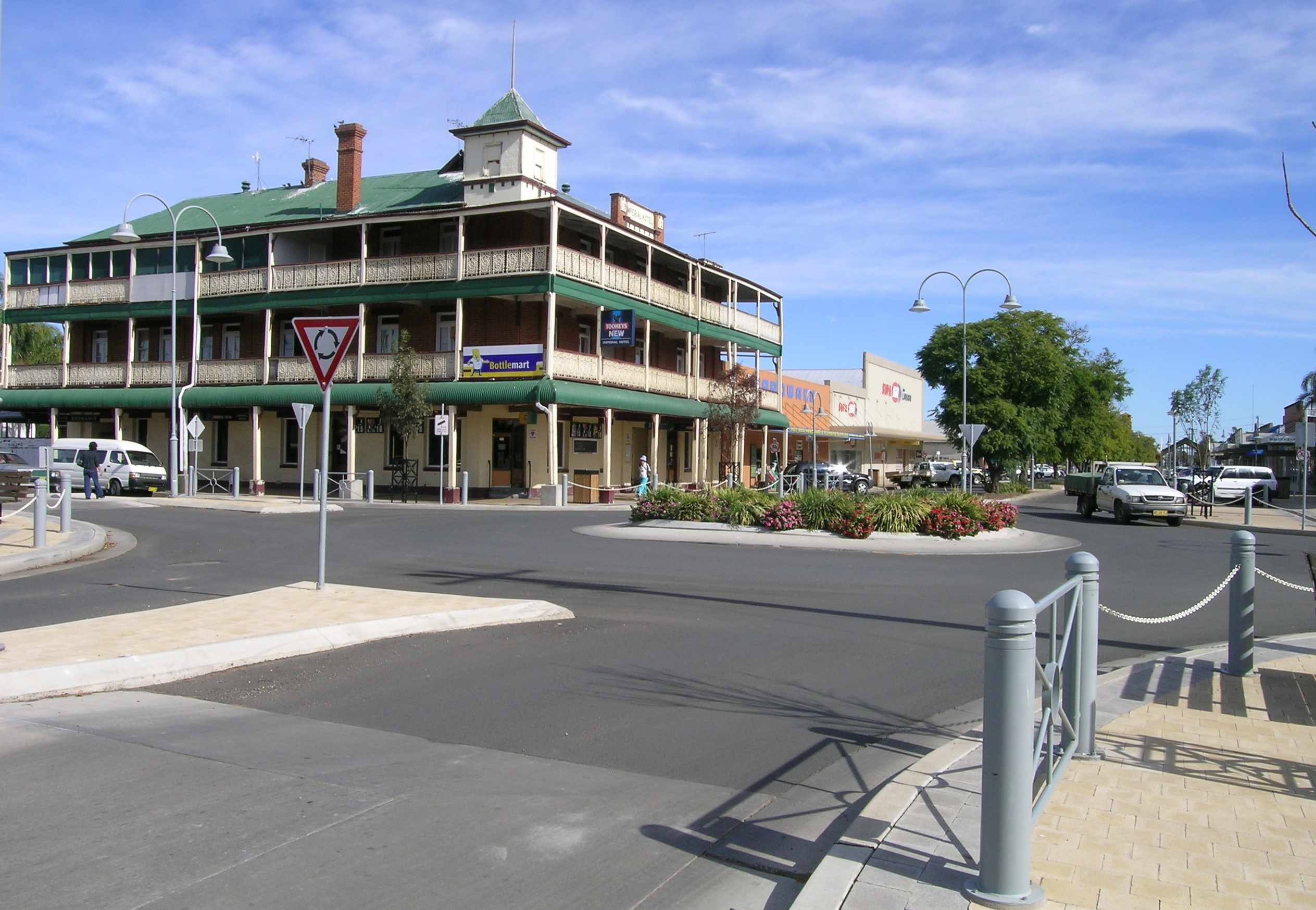
Kamilaroi Highway in Wee Waa

Wee Waa (sprich: Wee War) ist eine Stadt im Nordosten des australischen Bundesstaates New South Wales. Sie liegt an den Nordwesthängen des Hochlandes von New England, ca. 40 km westnordwestlich von Narrabri, ca. 130 km ostsüdöstlich von Walgett und 571 kom nordwestlich von Sydney, am Namoi River. Die Stadt gehört zur Local Government Area Narrabri Shire und hatte bei der Volkszählung 2021 eine Einwohnerzahl von 1.571, wovon 23,0 % von Aborigines abstammen.

## Geschichte
Der Name der Stadt stammt aus der Sprache der Kamilaroi, der örtlichen Aborigines, und bedeutet im Deutschen 'Bratfeuer'.
Auf dem Weideland um das spätere Wee Waa ließ sich 1837 George Hobler als erster Europäer nieder und es entwickelte sich in der Folge eine Siedlung. Bereits Ende der 1840er-Jahre wurde sie Verwaltungszentrum. 1847 wurde eine Polizeistation eröffnet und Gerichtsverhandlungen wurden abgehalten. Das erste Postamt kam zwei Jahre später. Wee Waa ist die älteste Stadt in der Gegend und der Geburtsort der Baumwollindustrie in Australien.
Es war die erste Stadt direkt am Namoi River und Überflutungen gab es regelmäßig. Heute ist sie durch Uferbefestigungen und Dämme geschützt. Dennoch wurden Tausende von Menschen im Februar  2012 auf ihren Höfen um Wee Waa vom Wasser eingeschlossen.
1901 wurde die Eisenbahn von Narrabri nach Walgett verlängert und führte auch durch Wee Waa.

## Klima
Im Sommer bewegen sich die Temperaturen in der Gegend um Wee Waa zwischen 17 °C und 37 °C, im Winter zwischen 3 °C und 17 °C. Die jährliche Regenmenge liegt bei ungefähr 635 mm.

## Wirtschaft
Die Stadt gilt als einzige “Baumwoll-Hauptstadt Australiens”. Sie ist das Zentrum des reichen Bauernlandes am Unterlauf des Namoi River, in dem auch die Siedlungen Burren Junction, Pilliga und Gwabewar liegen.
Jedes Jahr zur Erntezeit im April verwandelt sich die Gegend in ein weißes Meer von Baumwolle, das von Horizont zu Horizont reicht. Daneben wird auch Weizen angebaut und Vieh gehalten.

## Verkehr
Wee Waa liegt am Kamilaroi Highway (Staatsstraße 29), 42 Straßenkilometer westlich von Narrabri und dem Newell Highway (Nationalstraße 39). Die Stadt gilt als Tor zum Norden des Staates mit seinen Zentren Walgett und Collarenebri am Barwon River, sowie den Opalfeldern der Lightning Ridge und weiter westlich.
Der Bahnhof von Wee Waa wird vom CountryLink bedient und durch die Stadt führen Fernbuslinien. Über Narrabri ist sie auch täglich mit dem Flugzeug erreichbar.

## Einrichtungen
Die Stadt besitzt zwei Motels, vier Schulen, eine Vorschule, ein ABC-Studienzentrum, zwei Hotels, zwei Zeltplätze, verschiedene Restaurants und Gasthäuser, ein Freibad, einen schönen 9-Loch-Golfplatz, einen Bowlingclub, Tennisplätze, einen modernen Sportkomplex, ein Altenheim und ein neues Ärztezentrum.
Der Sportkomplex dient auch als Versammlungs- und Mehrzweckhalle von Wee Waa.

## Sport
Der wichtigste Sport in Wee Waa ist Rugby. Die Wee Waa Panthers spielen in der Rugby League. Jamie Lyon spielte vor seiner internationalen Karriere in diesem Club und kehrte nach Ende seiner Berufsspielerkarriere bei den Parramatta Eels zu ihm zurück.

## Kriminalfälle
1981 wurde der Rugbyspieler Eddie Murray in der Polizeistation von Wee Waa ermordet. Der Mord an diesem Aborigine in Polizeigewahrsam wurde später zusammen mit ähnlichen Fällen von einer Königlichen Kommission untersucht.
In Wee Waa wurde auch zum ersten Mal in Australien der DNA-Test genutzt, um einen Vergewaltiger zu überführen.